# Centaurea nicolai
Centaurea nicolai — вид квіткових рослин айстрових (Asteraceae). Ареал: Албанія, Хорватія, Боснія і Герцеговина, Чорногорія.